# Stato cosacco di Transbajkalia
Lo Stato cosacco di Transbajkalia (in russo Забайкальская белая государственность?) fu un effimero stato fantoccio fondato sul territorio sotto occupazione giapponese della regione ad est del lago Bajkal, esistito dal 25 agosto 1918, anche se la fondazione ufficiale avvenne l'11 aprile 1920, dato che, nonostante l'occupazione giapponese, il territorio rimase fino allora sotto la sovranità ufficiale dei bianchi, che non appoggiavano di certo secessioni dall'Impero russo. Sorse nel corso della guerra civile russa nell'oblast' di Transbajkalia.

## Storia
Nell'ottica dell'intervento alleato nel corso della rivoluzione russa, il territorio corrispondente venne occupato il 25 agosto 1918 dai giapponesi provenienti dalla Manciuria, con lo scopo di creare a Čita un'autorità regionale temporanea, comprendente anche i menscevichi per poter così controllare l'importante nodo ferroviario di Čita situato nei pressi della ferrovia transiberiana. La sua autorità venne temporaneamente riconosciuta dal Governo provvisorio della Siberia autonoma in funzione anti-bolscevica. 
Il 14 settembre 1918 giunge a Čita l'atamano cosacco Grigorij Semënov, il quale, con il supporto del comando giapponese, ha iniziato la sua ascesa verso il potere personale nella zona. Sotto il controllo giapponese divenne comandante di un esercito indipendente da quello dei bianchi della Siberia Orientale, fintantoché il 9 giugno 1919 venne perfino nominato dal governo di Aleksandr Kolčak, governatore autorizzato di potere di polizia e della sicurezza pubblica nella regione della Trans-Bajkalia.
Concentrato nelle sue mani il potere di tutte le autorità civili e militari, l'Atamano aveva tuttavia mantenuto gli organismi rappresentativi, assemblee regionali e distrettuali, consentendo persino le attività sindacali. Le autorità supreme del paese erano rappresentate dall'Assemblea nazionale e il governo della Repubblica della Transbajkalia, formata da ex dirigenti cosacchi, i quali, in precedenza, avevano servito, nel periodo della Repubblica di Siberia, sotto il comandante supremo del fronte orientale dell'esercito russo, il tenente generale Grigorij Semënov.
Pur essendo refrattario nei confronti delle attività di qualsiasi partito politico, Semënov ha sostenuto comunque un sistema multi-partitico, mantenendo il diritto di attività politica perfino nei confronti dei bolscevichi. Tuttavia durante i primi mesi di vita, Semënov si rese conto dell'azzardo politico attuato, per cui, il risultato fu l'insorgere di azioni terroristiche, che, di conseguenza, hanno accelerato l'insorgenza di una diffusa guerriglia di massa. Semënov pertanto cercò di eliminare il conflitto sorto contro importanti strati della popolazione, ma il suo tentativo fallì. 
Il 4 gennaio 1920 Kolčak si dimette da dittatore dei bianchi, conferendo la carica, oramai simbolica, a Denikin, in quel momento in esilio in Francia, consegnando di fatto il comando delle rimanenti truppe situate intorno a Irkutsk all'atamano Semënov. La sconfitta di Kolčak ha difatti dato avvio ad un nuovo periodo, il periodo crepuscolare. Da questo momento agì in collaborazione col Barone Roman von Ungern-Sternberg detto il barone pazzo. Sotto la sua influenza, sognavano un reame lamaista del quale essere l'Imperatore. Per il loro territorio passavano tutti i viandanti e commercianti che dovevano andare da ovest a est, dei quali i suoi accoliti approfittavano, amici o nemici che fossero, per rubarne l'oro, o anche solo per spregio, a piedi o in treno che fossero, provocando l'ira di Kolčak. A questo proposito, il governo venne poi consegnato da Semenov al cadetto Taskin. Successivamente, il 20 gennaio 1920 Irkutsk viene consegnata ai bolscevichi locali dal consiglio comunale, Kolčak venne tratto in arresto, è fucilato il 7 febbraio 1921. Con questo eventi, si sfalda il Governo provvisorio pan-russo, terminando ogni resistenza dei bianchi nella regione, che in massa si ritirano verso est. Semënov di conseguenza divenne seppur per breve tempo in questa fase vespertina l'ultima personalità anti-bolscevica ancora combattente nell'oramai ex Impero russo, seppur sotto la protezione nipponica. Il 7 marzo 1920 l'Armata Rossa entra a Irkutsk dove si ferma per ordine di Lenin, dato che non desiderava entrare in contatto coi giapponesi ma affidarsi alla diplomazia. Cosicché tra lo Stato cosacco di Transbajkalia e l'Armata Rossa venne a trovarsi un territorio neutrale corrispondente alla Buriazia, tra i sovietici e i giapponesi. Nel frattempo i bolscevichi locali avevano preso il potere in gran parte dell'estremo oriente non occupato dai giapponesi, ma Lenin volle la creazione di uno Stato Parallelo anziché un assorbimento, per cui, il 6 aprile 1920, venne proclamata la nascita della Repubblica dell'Estremo Oriente, protettorato della Russia sovietica in Estremo Oriente, per non incorrere direttamente nelle ire giapponesi. Tra essa e la Russia bolscevica si frapponeva così solo lo Stato cosacco di Transbajkalia e la zona cuscinetto di Buriazia, con la ferrovia transiberiana controllata ancora dai giapponesi nel nodo di Čita. L'11 aprile 1920 la fondazione dello Stato cosacco di Transbajkalia venne ufficializzata secondo diritto, essendo decaduto ogni ostacolo anti-indipendentista prima frappostole da Kolčak, ed in previsione di un eventuale disimpegno giapponese dal territorio. Intanto ad ovest la vittoria bolscevica era ormai incontrastabile, mostrando come evidente l'inutilità di confronto militare. Da questo momento inizia la ricerca di una soluzione pacifica dei problemi delle autorità civili col Giappone, come desiderato da Lenin. Questo avrebbe dovuto facilitare la convocazione dell'Assemblea popolare della Provincia, il 6 luglio 1920 e il Resoconto Intermedio dell'Assemblea popolare del 12 settembre 1920. Semënov si premurò quindi anche di istituire contatti coi rappresentanti della Repubblica dell'Estremo Oriente, in previsione del passaggio dei poteri. Ma il governo sovietico russo aveva già deciso l'incorporazione della Repubblica dell'Estremo Oriente, attendendo perciò solo la fine dell'intervento giapponese. Il 19 ottobre 1920 i giapponesi si ritirano dalla Transbajkalia, mentre lo stesso giorno l'esercito della Repubblica dell'Estremo Oriente lancia un'offensiva su Čita. Il 22 ottobre 1920 le truppe della Repubblica dell'Estremo Oriente prendono Čita, e ne fanno la loro capitale; la Repubblica venne così in contatto con il territorio della Russia bolscevica, ancora formalmente indipendente per ragioni politiche, e ripristinando il collegamento tra la Russia e Vladivostok tramite la ferrovia Transiberiana consentendo l'afflusso delle truppe da ovest. Il 21 novembre 1920 venne completata la liberazione della Transbajkalia, che segnò la fine dell'esistenza dello Stato cosacco. L'Atamano trovò rifugio in Giappone, mentre von Ungern-Sternberg si rifugiò in Mongolia da dove, con bande raccogliticce, continuò a terrorizzare le popolazioni ed a condurre sporadici attacchi oltreconfine contro l'Armata Rossa, finché venne catturato e giustiziato il 15 settembre 1921.